# Levelek (heraldika)
A levelek viszonylag gyakori címerképek a heraldikában. Ide tartozhat mindenféle falevél, cserjelevél, növényi levél, indalevél és stilizált levél. 
A heraldikában általában a természetes formájukhoz hasonlóan ábrázolják, hogy jól felismerhetők legyenek, de a méreteiket általában eltúlozzák. A fa koronájában például általában csak néhány nagyméretű levél látható, de előfordulnak önállóan is. Ennek ellenére gyakran csak a címerleírásból derül ki, hogy milyen levélről van szó. Néha megjelennek a beszélő címerekben vagy más névre utaló címerekben. A heraldikában levélnek tartják a rendkívül változatos formában stilizált bevagdalt oldalú alakzatot, melyet csalánlevélnek neveznek. Ez a magyar heraldikában csak külföldi családok címerében látható.

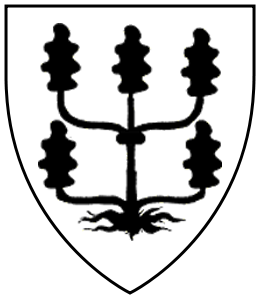
Tölgylevél-ág (fr: feuilles de chêne)
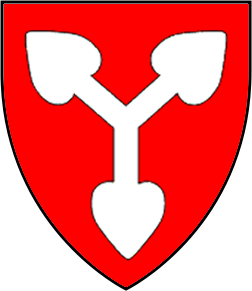
Hármas hárslevél (fr: trois feuilles de tilleul)
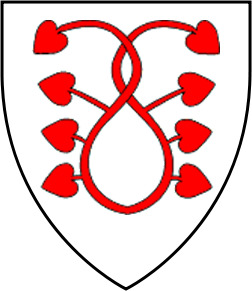
Hársinda (fr: redorte de tilleul)
liliomokkal bevetett mező
Vízililiom-levelek (fr: feuilles de nénuphar)
Vízililiom-szárak (fr: feuilles de nénuphar)
Hrubý Jeseník címere hárslevelekkel

## A levelek szimbolikája
Egyes nemzeteknél néhány növényhez külön jelentéstartalmak kapcsolódnak. Így például a hársfa, mely a szív alakú hárslevélről ismerhető fel a csehek és általában a szlávok mitikus növénye. Libanon nemzeti jelképe a cédrus-, Kanadáé a juharlevél.